# Подкіна
По́дкіна (рос. Подкина) — присілок у складі Махньовського міського округу Свердловської області.
Населення — 32 особи (2010, 44 у 2002).
Національний склад населення станом на 2002 рік: росіяни — 100 %.